# Burton-cum-Walden
Burton-cum-Walden est une paroisse civile du Yorkshire du Nord, en Angleterre.